# 알바니아 레크
레크(알바니아어: Leku Shqiptar; 복수형 lekë, 기호: L; 코드: ALL)는 알바니아의 공식 통화이다. 보조 단위인 친다르커는 더 이상 발행되지 않지만, 1 레크는 100 "친다르커"(qindarka, 단수형: qindarkë)으로 세분 된다.

## 같이 보기
- 알바니아의 경제